# Valencia (Pennsylvanie)
Pour les articles homonymes, voir Valencia.
Valencia est un borough situé au sud du comté de Butler, en Pennsylvanie, aux États-Unis,. En 2010, il comptait une population de 551 habitants.

## Démographie
Lors du recensement de 2010, le borough comptait une population de 551 habitants. Elle est estimée, en 2019, à 592 habitants.

### Source de la traduction
- (en) Cet article est partiellement ou en totalité issu de l’article de Wikipédia en anglais intitulé « Valencia, Pennsylvania » (voir la liste des auteurs).